# TortoiseCVS
TortoiseCVSはCVSのMicrosoft Windows用クライアントで、GPLでリリースされている。ほとんどのCVSツールとは異なり、TortoiseCVSはWindowsシェルに組み込まれており、ファイルエクスプローラーのコンテキストメニューの要素に追加される。従って自分自身のウィンドウでは動作しない。そのうえ、TortoiseCVSは、スタンドアローンのアプリケーションを実行することなしに、CVSで管理されたファイルとフォルダーのアイコンの上に追加情報を表示することができる。
TortoiseCVSの名前はコンピューターのシェルとカメの殻の英語（Shell）のダジャレである。そのロゴのカメは、チャーリー・ヴァーノン・スマイス（Charlie Vernon Smythe）、（略してCVS）と呼ばれている。
プロジェクトは、Francis IrvingがCreature Labsに雇用され、その社内向けに、より良いCVSのインターフェースを提供することから始まった。いくつかのソースコードには、WinCVSとCVSNTから派生したものが含まれている。2000年8月4日に初めてリリースされた。

## 批判
CVSサーバとの通信時にTortoiseCVSは常に引数として "-c" を追加する。これが原因で、標準的なCVSNTでないサーバーの場合、この引数を認識していないとして失敗する。

## 実装とプロジェクトの分岐
- TortoiseSVNは、Subversionのための同様のツールで、TortoiseCVSに触発された。
- TortoiseDarcsは、Darcsのための同様のツールで、TortoiseCVSより派生している。
- TortoiseBzrは、Bazaarのための同様のツールで、TortoiseCVSとTortoiseSVNに触発された。
- TortoiseHgは、Mercurialのための同様のツール。
- TortoiseGitは、msysgitを使用してTortoiseSVNをGitに移植したもの。
- git-cheetahは、Gitのための同様のツール。
- Dubbelbock TFSは、Team Foundation Serverのための同様のツール。

## 参考
1. 1 2 3  TortoiseCVS changelog
2. ↑  TortoiseCVS download page
3. ↑  List of translations on TortoiseCVS website